# Complexo dunar de Corrubedo e lagoas de Carregal e Vixán
Il complexo dunar de Corrubedo e lagoas de Carregal e Vixán o, più sinteticamente, parque natural de Corrubedo, è un'area naturale protetta della Galizia istituita nel 1992 e che tutela un sistema dunale costiero e le retrostanti zone umide.

## Collocazione e forme di tutela
L'area protetta si trova sul vertice esterno della penisola di Barbanza, nella zona di Ribeira (provincia della Coruña), tra il fiordo (ría) di Arousa e quello di Muros e Noia. Il complesso di Corrubedo è uno spazio nanturale che è stato dichiarato zona speciale di conservazione (ZSC, con la denominazione di Complexo húmido de Corrubedo), zona di protezione speciale (ZPS, con la denominazione di Complexo litoral de Corrubedo), zona umida protetta gallega (con la denominazione di Complexo das praias, lagoa e duna de Corrubedo) e zona umida protetta di importanza internazionale ai sensi della convenzione di Ramsar (con la denominazione di  Complexo de Corrubedo).  Oltre alla costa tra il capo Corrubedo e il Castro di Baroña anche il mare antistante le isole di Sálvora e la laguna di Carregal e Vixán sono tutelate dalla protezione offerta da parco naturale e ZEC.

## Geologia e habitat
Il parco naturale include un tratto di costa con piccole falesie rocciose e un sistema di dune che si snoda tra A Pedra do Pino e A Graña, località entrambe in comune di Ribeira. A livello geologico può venire definito come un sistema spiaggia-barriera-laguna che si trova in uno stato piuttosto avanzato della propria evoluzione naturale.
La costa del parco è costituita da un cordone di spiaggia che si interpone tra le rías e la retrostante area paludosa e che è orientato in direzione NNO-SSE. Il litorale con i bracci di mare che si insinuano verso l'interno costituisce il 78% dell'area protetta. Nel retroterra (che fa parte delle tre parrocchie civili di Olveira, Artes e Carreira) si trova una palude salmastra (marisma de Carregal), di forma grossomodo triangolare e con una ampiezza massima di quasi 1,7 km (all'altezza di Arribas e di Artes), che misura da una estremità all'altra circa 7 km. La zona palustre interna comunica con le rias e l'oceano grazie a piccoli canali, e sono soggette a fenomeni di innalzamento e abbassamento delle acque dovuti alle maree. Nella parte retrostante della spiaggia esistono dune mobili continuamente plasmata dal vento. Una di queste è tra le più alte d'Europa e rappresenta uno degli elementi di maggiore richiamo turistico del parco. È lunga più di un km e in pianta ha una forma ricurva; è larga fino a 250 metri ed alta una ventina di metri. La zona più interna del parco sono infine presenti boschi misti e pinete. Le spiagge e i frammenti rocciosi sulla linea costiera sono in prevalenza frutto della graduale frammentazione del substrato granitico che predomina sul litorale gallego.

## Flora

Diversi aspetti del parco

Nel parco si trovano rappresentanti di 247 taxa vegelati. Tra questi sono presenti specie adattate a condizioni di aridità e di instabilità del livello della falda idrica come Ammophila arenaria (detta in gallego feo de praia); altre piante che possono vivere in aree permanentemente allagata sono i giunchi, Phragmites australis, i alcune specie di ranuncoli e piante alofite come la salicornia. Alcune specie vegetali che vivono nel parco sono endemiche del nord-ovest della penisola iberica e sono considerate "vulnerabili" o in pericolo di estinzione.

## Fauna
Il parco spicca per la sua notevole ricchezza faunistica (vi si possono trovare il 70% delle specie di anfibi e di rettili presenti in Galizia), e in particolare per la sua ornitofauna. Sono anche presenti diverse specie di mammiferi che lo popolano in modo permanente o che si muovono a cavallo dei confini dell'area protetta come la volpe(Vulpes vulpes), il tasso (Meles meles), il riccio (Erinaceus europaeus) e lo scoiattolo (Sciurus vulgaris). È anche abbastanza comune la presenza della lontra (Lutra lutra).

### Uccelli
La varietà di habitat offerti dal parco è in grado di ospitare una popolazione di uccelli abbondante sia in termini di numero di individui che di specie. Tra le dune e sulle spiagge nidificano uccelli di specie infrequenti o che contano ormai pochi individui come l'occhione comune (Burhinus oedicnemus) e il fratino euroasiatico (Charadrius alexandrinus), entrambe con abitudini limicole e la cui conservazione è minacciata. Queste stesse aree di nidificazione in inverno accolgono specie ornitiche di passo come per esempio Pluvialis apricaria. Censimenti degli uccelli acquatici svernanti effettuati negli ultimi anni hanno rilevato la presenza media di 2.300 esemplari appartenenti a più di 35 diverse specie. Tra queste si possono ricordare: il fischione euroasiatico (Anas penelope), la marzaiola (Anas querquedula), il piovanello tridattilo (Calidris alba), la strolaga mezzana (Gavia arctica), il voltapietre (Arenaria interpres), la beccaccia di mare (Haematopus ostralegus), la strolaga maggiore (Gavia immer) e quella minore (Gavia stellata), il tarabùsino (Ixobrychus minutus), la pittima minore (Limosa lapponica), il chiurlo piccolo  (Numenius phaeopus), la spatola bianca (Platalea leucorodia), il piviere dorato (Pluvialis apricaria) e il beccapesci (Sterna sandvicensis).

## Archeologia

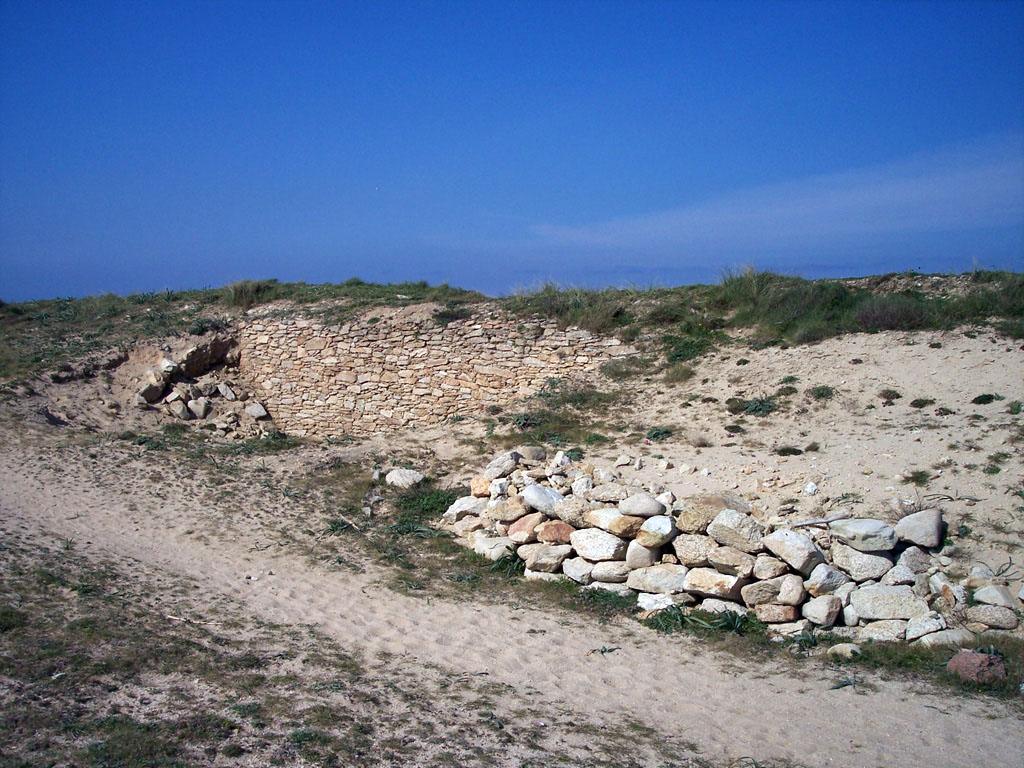
Castro do Porto de Baixo

La zona dove si trova il parco ospita varie testimonianze di antichi insediamenti umani sia al suo interno, come il Castro do Porto de Baixo, sia poco al di là dei suoi confini. Molto noto e rappresentativo della protostoria locale sono il dolmen di Axeitos, i petroglifi di Pedra das Cabras, le vestigia della cultura castrense (età del ferro) come il Facho ou Tahume. Interessanti sono anche i resti di antiche fornaci a Cortiza e Canosa e vari mulini che si trovano in zona.

## Attività

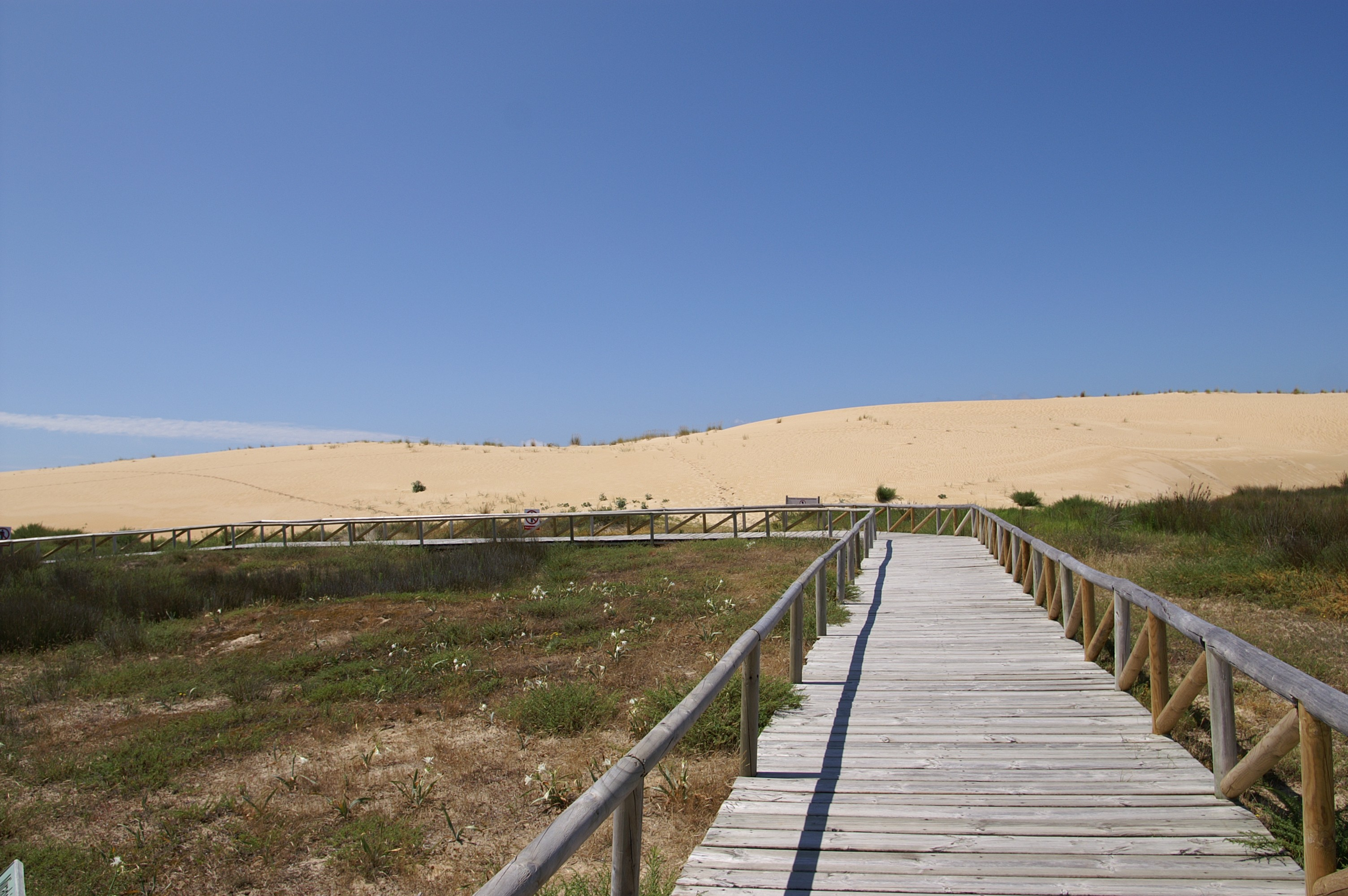
Sentiero sopraelevato per la visita delle dune

Quello di Corrubedo è il parco naturale più visitato della Galizia, e vi affluiscono circa 300.000 persone ogni anno. Il parco è attraversato da una serie di sentieri segnalati, la maggior parte dei quali può essere raggiunta a partire dal centro visite di O Vilar (chiamato Casa da Costa); due miradores (belvederi), collocati a Castrocidá e alla Piedra de la Rana, consentono ai visitatori di avere una visione d'insieme dall'area protetta.